# Simone Kämpfer
 Simone Kämpfer (* 14. August 1966 in Nürnberg) ist eine deutsche Juristin, Rechtsanwältin und Partnerin der internationalen Sozietät Freshfields. Sie leitet dort die Praxisgruppe White-Collar Defence für Kontinentaleuropa und gilt als eine der führenden Expertinnen für Wirtschaftsstrafrecht und Compliance in Deutschland.

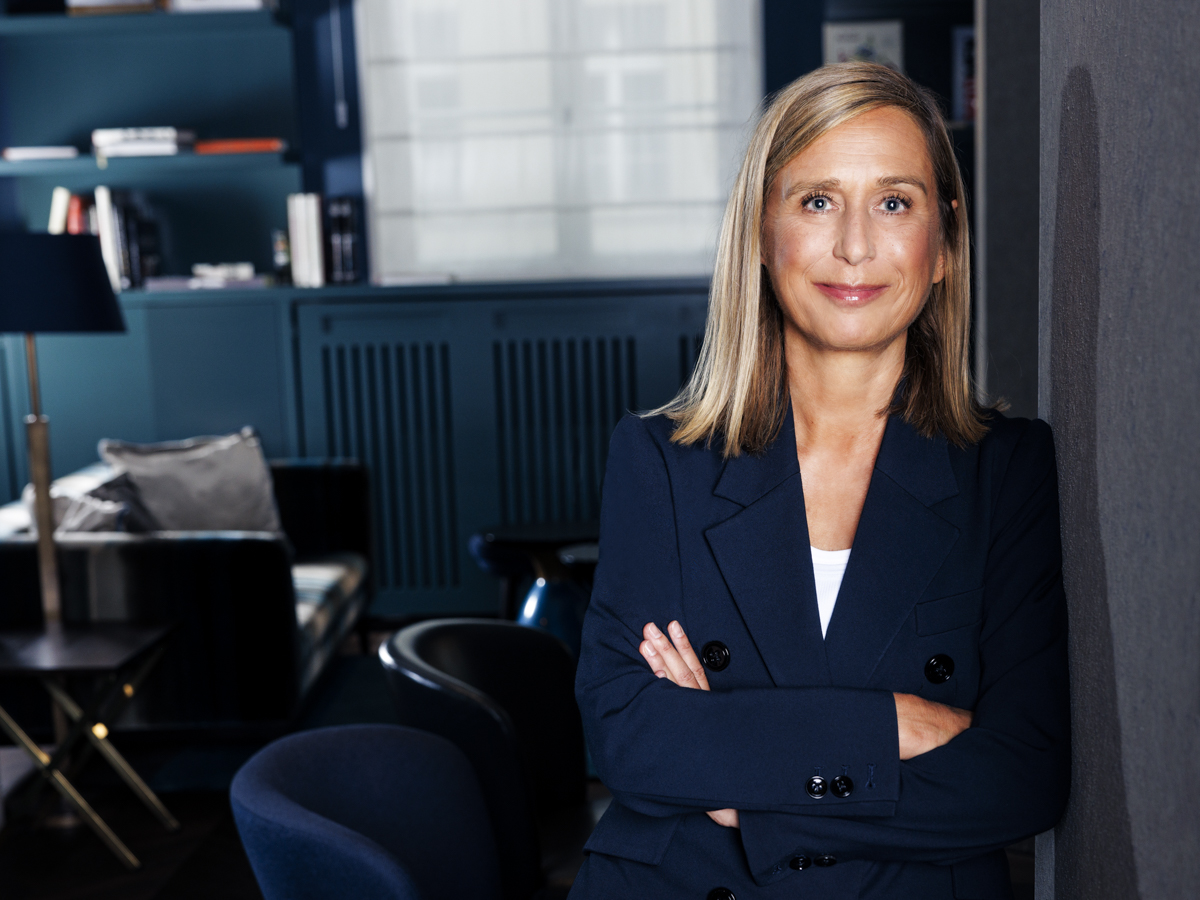
Simone Kämpfer (2024)

## Werdegang
Kämpfer studierte Rechtswissenschaften in München und legte dort sowohl das Erste als auch das Zweite Juristische Staatsexamen ab. Anschließend wurde sie an der Universität Regensburg im Strafrecht promoviert.
Nach dem Studium war Kämpfer neun Jahre als Staatsanwältin tätig, mit Stationen in Mönchengladbach und Düsseldorf, wo sie in der Schwerpunktabteilung für Wirtschaftskriminalität sowie als Pressesprecherin der Staatsanwaltschaft arbeitete. In dieser Rolle begleitete sie unter anderem den sogenannten „Mannesmann-Prozess“.
Im Jahr 2007 wechselte sie in die anwaltliche Strafverteidigung und wurde Partnerin der auf Wirtschafts- und Steuerstrafrecht spezialisierten Kanzlei TDWE Rechtsanwälte in Düsseldorf, der sie bis 2018 angehörte. In dieser Zeit erwarb sie den Fachanwaltstitel „Fachanwältin für Strafrecht“.
2018 trat Kämpfer als Partnerin in die internationale Sozietät Freshfields ein. Dort leitet sie die Praxisgruppe White-Collar Defence für Kontinentaleuropa. Sie berät und verteidigt Unternehmen sowie Führungspersonen in komplexen wirtschafts- und steuerstrafrechtlichen Verfahren, führt interne Untersuchungen durch und begleitet Mandanten in parlamentarischen Untersuchungsausschüssen. Weitere Tätigkeitsschwerpunkte liegen in den Bereichen Compliance, ESG und der Begleitung von #MeToo-Fällen.
Sie ist Mitglied des Kuratoriums der Bucerius Law School sowie der Ethikkommission von Freshfields und gehört dem Aufsichtsrat der Droege Group AG an.
Als externe Vertrauensanwältin ist sie unter anderem für die Axel Springer SE tätig, in deren Auftrag sie 2021 die Untersuchung von Vorwürfen gegen den ehemaligen BILD-Chefredakteur Julian Reichelt führte. Auch beriet Kämpfer die Wirtschaftsprüfungsgesellschaft Ernst & Young im Zusammenhang mit dem sog. Wirecard-Fall. Seit Juni 2025 schreibt Kämpfer in einer regelmäßigen Kolumne für das Branchenmagazin Legal Tribune Online (LTO) unter dem Titel „Wird schon gutgehen!?“ zu Risiken des Wirtschaftslebens und Fragen, die Unternehmensverantwortliche aus (wirtschafts-)strafrechtlicher Sicht interessieren.
Kämpfer ist Mitherausgeberin der Neuen Zeitschrift für Strafrecht (NStZ), einer strafrechtlichen Fachzeitschrift in Deutschland, sowie Mitglied des Beirats der Zeitschrift für Wirtschaftsstrafrecht und Haftung im Unternehmen (ZWH).
Kämpfer wurde mehrfach ausgezeichnet, unter anderem seit 2022 vom manager magazin als eine der „einflussreichsten Frauen der deutschen Wirtschaft“.

## Persönliches
Kämpfer ist verheiratet und hat drei Kinder, darunter Zwillinge. Sie lebt mit ihrer Familie in Düsseldorf.

## Gesellschaftliches Engagement
Kämpfer engagiert sich ehrenamtlich in verschiedenen gesellschaftsbezogenen Initiativen, unter anderem als Beraterin bei dem Projekt „Fehlurteil & Wiederaufnahme e.V.“, das sich für die Aufarbeitung von Justizirrtümern und deren Korrektur im Wiederaufnahmeverfahren einsetzt.

## Organisationen und Gremien (Auswahl)
- Bucerius Law School: Mitglied des Kuratoriums[12]
- KI Park e.V.: Expert | AI Driven Next Generation Compliance[13]
- ECLE (Economy, Criminal Law, Ethics – Vereinigung von Akademikern und Praktikern aus den Bereichen der Ökonomie, Ethik und Wirtschaftsstrafrecht)[14]: Mitglied des Beirats
- DAV (Deutscher AnwaltVerein e.V.): Mitglied des Gesetzgebungsausschusses Corporate Social Responsibility und Compliance[15]
- German Ombudsman Association – Vereinigung deutscher Vertrauensanwälte e.V.: Gründungsmitglied[16]
- Tax & Legal Excellence Network: Head of Lounge Düsseldorf
- WWDCA Germany (Women's White Collar Defense Association): Gründungsmitglied Deutschland; Teil des weltweiten Netzwerks
- JuWiSt e.V. (Juristinnen im Wirtschafts- und Steuerstrafrecht): Gründungsmitglied & Mitglied des Beirats
- Fürstenberg: Fachliche Leiterin bei Zertifizierter Berater für Wirtschaftsstrafrecht (DAA)

## Veröffentlichungen (Auswahl)
- Kämpfer/Lepper: Kommentierung des § 392 AO, in: Kudlich (Hrsg.), Münchener Kommentar zur StPO, Band 4, 2. Aufl., C.H. Beck, 2025.
- Kämpfer/Kroner: Kommentierung der §§ 20 ff. PUAG, in: Hilf/Kämpfer/Schwerdtfeger (Hrsg.), Nomos-PUAG, 1. Aufl., Nomos, 2024.
- Kämpfer/Travers: Kommentierung der §§ 119 ff. WpHG, in: Seibt/Buck-Heeb/Harnos (Hrsg.), BeckOK-WpHR, 15. Ed., C.H. Beck, 2024.
- Kämpfer/Travers: Kommentierung der §§ 137–150 StPO, in: Kudlich (Hrsg.), Münchener Kommentar zur StPO, Band 1, 2. Aufl., C.H. Beck, 2023.
- Kämpfer/Travers: Kommentierung der §§ 339–341a KAGB, in: Emde/Dornseifer/Dreibus (Hrsg.), KAGB, 3. Aufl., C.H. Beck, 2023.
- Kämpfer: Zeitlich unbegrenzte Aufklärungspflicht aus Ingerenz im Fall einer vorangehenden Täuschung? Zum Betrug durch Unterlassen und seinen Grenzen, in: Bülte/Dölling/Haas/Schuhr (Hrsg.), Strafrecht in Deutschland und Europa: Festschrift für Gerhard Dannecker zum 70. Geburtstag, C.H. Beck, 2023, S. 165–174.
- Kämpfer/Knauer: § 3: Strafrechtliche Verantwortung im Unternehmen, in: Volk/Beukelmann (Hrsg.), Münchener Anwaltshandbuch Verteidigung in Wirtschafts- und Steuerstrafsachen, 3. Aufl., C.H. Beck, 2020.
- Kämpfer: Risikosteuerung im Wirtschaftsstrafrecht, in: Fischer/Hilgendorf (Hrsg.), Baden-Badener Strafrechtsgespräche – Gefahr, Band 5, 1. Aufl., Nomos, 2020, S. 161–180.
- Kämpfer: Sanktionierung von Unternehmen, in: Kubiciel (Hrsg.), Neues Unternehmenssanktionenrecht ante portas: Auswirkungen auf Unternehmen und Rechtsanwaltschaft, 1. Aufl., Nomos, 2020, S. 31–40.
- Kämpfer/Borgards/Gutzki/Haupt: Interview: „Es handelt sich der Rechtsnatur nach um ein ‚Unternehmensstrafrecht‘“, BRJ 2020, S. 67–70.
- Kämpfer/Schwerdtfeger/Travers: Unternehmensverteidigung unter Geltung des Verbandssanktionengesetzes, NZG 2020, S. 848–856.
- Kämpfer/Schwerdtfeger: Unternehmen als Adressaten der Dritteinziehung von Taterträgen gem. § 73b StGB, StraFo 2020, S. 313–317.
- Kämpfer/Buhlmann: 11. Kapitel – Strafbarkeit der Berater, in: Adick/Bülte (Hrsg.), Fiskalstrafrecht, 2. Aufl., Nomos, 2019.
- Kämpfer/Schwerdtfeger: Sind Unterlagen bei Wirtschaftsprüfern vor der Beschlagnahme durch Strafverfolgungsbehörden geschützt?, WPg 2019, S. 236–240.
- Kämpfer: Diffamierende Bildwerke im öffentlichen Raum, in: Barton/Eschelbach/Hettinger/Kempf/Krehl/Salditt (Hrsg.), Festschrift für Thomas Fischer, C.H. Beck, 2018, S. 387–400.
- Kämpfer: Der Parteiverrat – Basics für Anwältinnen und Anwälte, AnwBl 2018, S. 457–459.
- Kämpfer: Verdacht aus der Perspektive des Europarechts, in: Fischer/Hoven (Hrsg.), Baden-Badener Strafrechtsgespräche – Verdacht, Band 2, 1. Aufl., Nomos, 2016, S. 285–292.
- Kämpfer: Sanktionsausschließende und -mildernde Wirkung von Compliance-Programmen de lege lata, in: Ahlbrecht/Dann/Wessing/Frister/Bock (Hrsg.), Unternehmensstrafrecht: Festschrift für Jürgen Wessing zum 65. Geburtstag, C.H. Beck, 2015, S. 55–68.

## Medienpräsenz
Kämpfer wird regelmäßig in überregionalen Medien als Expertin für Wirtschafts- und Strafrecht befragt, u. a. von der FAZ, Der Spiegel und der ARD. In der ARD-Dokumentation Rammstein – Die Reihe Null trat sie ebenso auf wie in der Talkshow Anne Will.
Eine Auswahl:
- Kolumnistin für die Legal Tribune Online[10] seit Juni 2025
- Bloomberg (Februar 2025): Interview mit Karin Matussek zu „Europe Braces for Freeze of US Foreign Corruption Practices Act“[17]
- WirtschaftsWoche (November 2024): Interview mit Claudia Tödtmann zu „Prämien für Whistleblower: Warum die gar nicht so übel sind.“[18]
- LTO (November 2024): „Kommen die Menendez-Brüder 2025 dank neuer Beweise frei?“ (mit Eric Bruce und Philip Kroner)[19]
- LTO (September 2024): „Neue Weinstein-Prozesse: Das MeToo-Dilemma“ (mit Jennifer Loeb und Lea Babucke)[20]
- Handelsblatt (September 2024): Interview mit Tanja Kewes zu „Zunahme von Compliance-Fällen zeigt zivilisatorischen Fortschritt“[21]
- FAZ-Einspruch (Juni 2024): „Warum der Corona-Untersuchungsausschuss der hessischen AfD teilweise verfassungswidrig ist“[22]
- manager magazin (Juli 2024): Interview zu „Warum Deutschland den Bach rauf geht“[23]
- Tagesschau.de (Mai 2024): TV-Interview zu „Rammstein – Row Zero“[24]
- Der Spiegel (Januar 2024): Interview zu #MeToo – „Am besten hängen Sie den Verhaltenskodex in der Kaffeeküche auf“[25]
- Börsen-Zeitung (Dezember 2023): „Bei Ermittlungen des US-Kongresses kann viel auf dem Spiel stehen“[26]
- manager magazin (Juli 2023): Greenwashing: „Was Freshfields-Staranwältin Simone Kämpfer Vorständen rät“[27]
- Tagesschau.de (Juni 2023): Interview zu „Rammstein – Wo Machtmissbrauch beginnt“[28]
- manager magazin (April 2023): „Die Tatortreiniger – das verborgene Geschäft der besten Compliance-Anwälte“[29]
- Handelsblatt (Oktober 2022): Interview zu „Ich habe alles gesehen“ (#MeToo)[30]
- Anne Will: Diskussion über die „Panama Papers“ und internationale Steuervermeidung
- Maybrit Illner: Diskussion über das Thema „Durchstechereien an den Medien“
- Günther Jauch: Teilnahme an der Sendung „Der Prozess – Muss Uli Hoeneß ins Gefängnis?“
- BCG Podcast (2025): „BCG on Compliance“ – Episode „Defending AI: White-Collar Crime In The Digital Age“
- NDR Info Podcast Die Reihe Null (2024): Episode „Macht und Missbrauch“ mit Elena Kuch, Daniel Drepper u. a.
- FAZ-Einspruch Podcast (2023): Episode „Unternehmensstrafrecht: Kommt jetzt die Strafbarkeit von Firmen?“ mit Anna-Sophia Lang und Reinhard Müller

## Auszeichnungen (Auswahl)
- Top 100 Frauen (manager magazin/BCG) 2022[31], 2023[32] und 2024[33] – Aufnahme in die Liste der einflussreichsten Frauen der deutschen Wirtschaft
- Legal All Stars 2024 – No. 1 Compliance[34]
- Legal All Stars 2023 – No. 1 Compliance[35]
- Legal All Stars 2021 – No. 3 White-Collar Criminal Law[36]
- Who’s Who Legal 2024 Thought Leaders: Global Investigation & Business Crime Defence (Global Investigations Review/Who’s Who Legal, Januar 2024)
- The Best Lawyers in Germany 2025 – Corporate Governance and Compliance Practice, Criminal Defense, Tax Law, and Criminal Tax Practice[37]
- Ausgezeichnet als Top 3 der besten Compliance-Berater in Deutschland („Die Tatortreiniger“)[38]
- Führende Platzierungen in den Bereichen Wirtschaftsstrafrecht und Compliance – von: JUVE-Handbuch Wirtschaftskanzleien und Chambers Germany (zuletzt 2024)
- JUVE Awards 2021/2022: Kanzlei des Jahres für Wirtschaftsstrafrecht[39]